# Blackwaterfoot
Blackwaterfoot (en gaélique écossais : Bun na Dubh Abhainn) " fond / pied [ de ] la noire rivière " est un village d'Écosse situé sur la côte sud-ouest de l'île d'Arran. Non loin de Blackwaterfoot se trouvent un fort de l'âge du fer, Torr a'Chaisteal Dun et également King's Cave, qui a servi de cachette à Robert Ier d'Écosse.